# Smolik 2
Smolik 2 – drugi solowy studyjny album Andrzeja Smolika. Wydany został 24 kwietnia 2003 roku. Materiał był promowany teledyskami do utworów "Who Told You?" i "L. Mine", odpowiednio w reżyserii Bo Martina i Marty Pruskiej.
Nagrania dotarły do 8. miejsca zestawienia OLiS.

## Lista utworów
CD1
1. "Home Made" (4:15), śpiew - Novika, Waldemar Kasperkowiak
2. "Who Told You?" (3:30), śpiew - Mika Urbaniak
3. "Missed" (3:46), śpiew - Novika
4. "Med 2" (4:35), śpiew - Bogdan Kondracki, Novika
5. "Dig I Din" (5:33), śpiew - Artur Rojek
6. "All I" (3:25), śpiew - Mika Urbaniak
7. "Rest" (3:26), śpiew - Bogdan Kondracki
8. "L. Mine" (3:18), śpiew - Mika Urbaniak
9. "Kremowa rewolucja" (3:40), śpiew - Maciej Cieślak
10. "Teh" (3:39), śpiew - Bogdan Kondracki
11. "0.0" (5:25)
12. "Or" (6:15),  śpiew - Magda Kaspryszyn[3]

CD2
Druga płyta zawiera remiksy utworów z pierwszej płyty. Dostępna tylko w wersji limitowanej.
1. "Home Made" (5:01), Remix - Drift
2. "Who Told You?" (4:56), Remix - Piotr Emade Waglewski
3. "Missed" (3:54), Remix - Bogdan Kondracki
4. "Med 2" (10:16), Remix - Automatik
5. "Dig I Din" (5:29), Remix - Loco-Star
6. "All I" (5:07), Remix - Envee
7. "Rest" (3:34), Remix - Pat
8. "L. Mine" (2:16), Remix - Waco
9. "Kremowa rewolucja" (3:50), Remix - Silver Rocket
10. "Teh" (5:06), Remix - DJ Mistrz
11. "0.0" (3:23), Remix - Old Time Radio
12. "Or" (5:14), Remix - Mthdn[3]